# Архапка
Арха́пка — нежилая упразднённая[уточнить]деревня в Сасовском районе Рязанской области России.
Входит в состав Трудолюбовского сельского поселения.

## Географическое положение
Находилась в северо-восточной части Сасовского района, в 26 км к востоку от райцентра.

## История
В 1883 г. Архапка (Богоявленка) входила в Поляково-Майданскую волость Елатомского уезда Тамбовской губернии.
С 2004 г. и до настоящего времени входит в состав Трудолюбовского сельского поселения.
До этого момента входила в Верхне-Никольский сельский округ.

## Население
| 1984 | 2010 |
| ---- | ---- |
| 20   | ↘0   |

## Интересные факты
- В 1 км к северо-западу располагалась также упразднённая деревня Петровка.